# Fania
Pour les articles homonymes, voir Fania (homonymie).
Fania est un label discographique américain, basé à New York et Miami.

## Histoire
Le label est fondé en 1964 par Johnny Pacheco (une fois son contrat avec le label Alegre terminé) et Jerry Masucci (l'avocat de son divorce) qui vendait des disques depuis le coffre de sa voiture.
Le nom « Fania » vient d'un són montuno composé par Reinaldo Bolaños, et qui faisait partie de Canonazo (en espagnol : Cañonazo, coup de canon), premier album de Johnny Pacheco sur son nouveau label.
En 2005, le catalogue est racheté par V2 Music qui a créé le site web fania.com.
En 2007, il ne reste plus que « Larry Harlow and the Latin Legends of Fania ». En 2003, l'album Live at Yankee Stadium sorti en 1975 est inclus dans la deuxième série de 50 enregistrements conservés dans le Registre national des enregistrements des États-Unis. Masucci, qui avait racheté la part de Pacheco dans la société vers 1967, devient l'unique propriétaire de Fania Records et des nombreux autres labels et labels parapluies d'Amérique du Sud qu'il a acquis et créés. Masucci décède en 1997, et pendant les huit années suivantes, Fania et tous ses actifs ont été bloqués au tribunal d'homologation alors que diverses parties se disputaient sa propriété.
Depuis le 27 juillet 2018, Fania appartient à Concord, qui a acquis le label auprès de Codigo Entertainment. Le catalogue de Fania comprenait 19 000 enregistrements principaux et 8 000 compositions.

## Liste d'artistes
- Rubén Blades
- Alfredo de La Fé
- Willie Colón
- Ángel Canales
- Jimmy Bosch
- Papo Lucca
- Nicky Marrero
- Ismael Miranda
- Adalberto Santiago
- Andy Montáñez
- Roberto Roena
- Bobby Valentín
- Bobby Cruz
- Richie Ray
- Ray Barretto
- Celia Cruz
- Eric Gale
- Larry Harlow
- Héctor Lavoe
- Pete « El Conde » Rodríguez
- Yomo Toro
- Cheo Feliciano
- Santos Colón
- Orestes Vilató
- Barry Rogers
- Carlos Santana
- Ismael Quintana
- Justo Bentancourt
- Tommy Olivencia
- La Lupe
- Mon Rivera
- Mongo Santamaria
- Joe Bataan
- Tito Allen
- LeBrón Brothers
- Louie Ramírez
- Luis « Perico » Ortiz
- Jose Mangual, Jr.
- Gato Barbieri
- Sal Cuevas
- Juancito Torres
- Rey Ramos
- Eddie Montalvo
- Pupi Legarreta
- Isidro Infante
- Roberto Rodríguez
- Ray Maldonado
- Eddie Benitez
- Leopoldo Pineda
- Mickey Cora
- Fausto Rey
- Eladio Jimenez
- Tito Valentin
- Markolino Dimond
- Frankie Dante
- Chivirico Davila
- Edwin Tito Asencio
- Luigi Texidor
- Hector « Bomberito » Zarzuela
- Reynaldo Jorge
- Bobby Quesada
- Héctor Casanova
- Ralph Robles
- Orlando Pabellón
- Junior Gonzales